# Oleg Konstantinowitsch Antonow

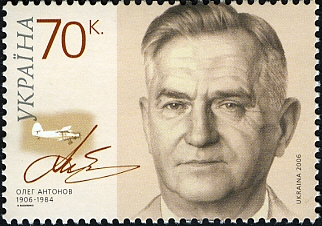
Oleg Antonow auf einer ukrainischen Briefmarke von 2006

Oleg Konstantinowitsch Antonow (russisch Олег Константинович Антонов, wiss. Transliteration Oleg Konstantinovič Antonov; * 25. Januarjul. / 7. Februar 1906greg. in Troizk bei Moskau; † 4. April 1984 in Kiew) war ein ukrainisch-sowjetischer Flugzeugkonstrukteur russischer Herkunft.

## Leben
Oleg Antonow wurde als Sohn des Bauingenieurs Konstantin Konstantinowitsch Antonow und seiner Frau Anna Jefimowna geboren. Im Alter von 17 Jahren entwarf er 1923 als Schüler in Saratow nach einem Aufruf der Arbeitsgemeinschaft „Segelflug“ und der Zeitschrift „Smena“ sein erstes Segelflugzeug, das allerdings ein Projekt blieb. Ein Jahr später konstruierte er den Segler OKA-1 „Golub“ (Taube), der am ersten sowjetischen Segelflugwettbewerb in Koktebel auf der Krim teilnahm. In den nächsten Jahren folgten weitere Konstruktionen, mit denen er regelmäßig an den Wettbewerben teilnahm und die er auch selber flog. Dadurch kam er in Kontakt mit anderen Konstrukteuren, unter ihnen Sergei Iljuschin und Sergei Koroljow.
Nach dem Ende der Schule begann Antonow ein Studium am Polytechnischen Institut Leningrad, das er 1930 abschloss. Anschließend arbeitete er von 1931 bis 1938 als Chefkonstrukteur im Segelflugzeugwerk Tuschino. Dort entwickelte er unter anderem 1937 die in kleiner Serie gebaute RF-7. Mit diesem Flugzeug erzielte Olga Klepikowa am 6. Juli 1939 mit 749,203 Kilometern einen absoluten Streckenrekord für Segelflugzeuge. Weiterhin zu nennen sind die Typen „Standart“ und „UPAR“, die ebenfalls in Serie gebaut wurden und zur Anfängerschulung von Piloten dienten, sowie der erste sowjetische Ganzmetall-Segler A-13. Insgesamt wurden in den 1930er Jahren von Antonows Segelflugzeugen etwa 5000 Exemplare gebaut.
Als das Werk 1938 geschlossen wurde, wechselte Antonow für zwei Jahre in das Konstruktionsbüro von Alexander Jakowlew, wo er in Kaunas eine Kopie des deutschen Verbindungsflugzeuges Fieseler Storch, die OKA-38 entwickelte, deren Serienbau jedoch durch den deutschen Überfall auf die Sowjetunion verhindert wurde. Anschließend wandte er sich für kurze Zeit als Leiter einer Projektgruppe wieder dem Segelflug zu und entwickelte unter anderem die Lastensegler A-7 und A-11 sowie den „Fliegenden Panzer“ A-40.
Ab 1943 wechselte er wieder zum OKB Jakowlew, wo er als 1. Stellvertreter im Werk 153 in Nowosibirsk an Jagdflugzeugkonstruktionen mitarbeitete, unter anderem an der Jak-3. Nach Kriegsende entstanden unter Antonows Leitung die Mehrzweckflugzeuge Jak-10 und Jak-12. 1945 wurde er Mitglied der WKP (B).
Am 31. Mai 1946 wurde in Nowosibirsk das OKB Antonow gegründet, das später nach Kiew umzog. Das erste entwickelte Modell erschien 1947 und war das in etwa 18.000 Exemplaren gebaute Mehrzweckflugzeug An-2. Der sogenannte „Traktor der Lüfte“, ein großer Doppeldecker, wird bis heute eingesetzt. Es folgten Fracht- und Verkehrsflugzeuge wie das mit Propeller-Turbinentriebwerken betriebene Mittelstreckenflugzeug An-10 Ukraina (1957) sowie die damals jeweils größten Flugzeuge der Welt, die An-22 Antäus (1969) und die An-124 Ruslan (1982). Der aktuelle Rekordhalter An-225 Mrija (1988) wurde bereits nach seiner Zeit entworfen. Von 1967 an war Antonow Mitglied der Akademie der Wissenschaften der Ukrainischen SSR. Im Dezember 1981 wurde er Mitglied der Akademie der Wissenschaften der UdSSR. Er starb 1984 in Kiew und wurde dort auf dem Baikowe-Friedhof bestattet.

## Ehrungen
Für seine Arbeit wurde Antonow dreimal mit dem Leninorden, mit dem Stalinpreis und Leninpreis sowie dem Titel Held der sozialistischen Arbeit (1966) ausgezeichnet. Antonow war Doktor der technischen Wissenschaften (1968) und Deputierter des Obersten Sowjet. 2004 wurde der Asteroid des inneren Hauptgürtels (14317) Antonov nach ihm benannt.
Ebenso trägt das 2003 gegründete Oleh Antonow – Staatliches Luftfahrtmuseum der Ukraine in Kiew seinen Namen.